# Palais Neupauer-Breuner

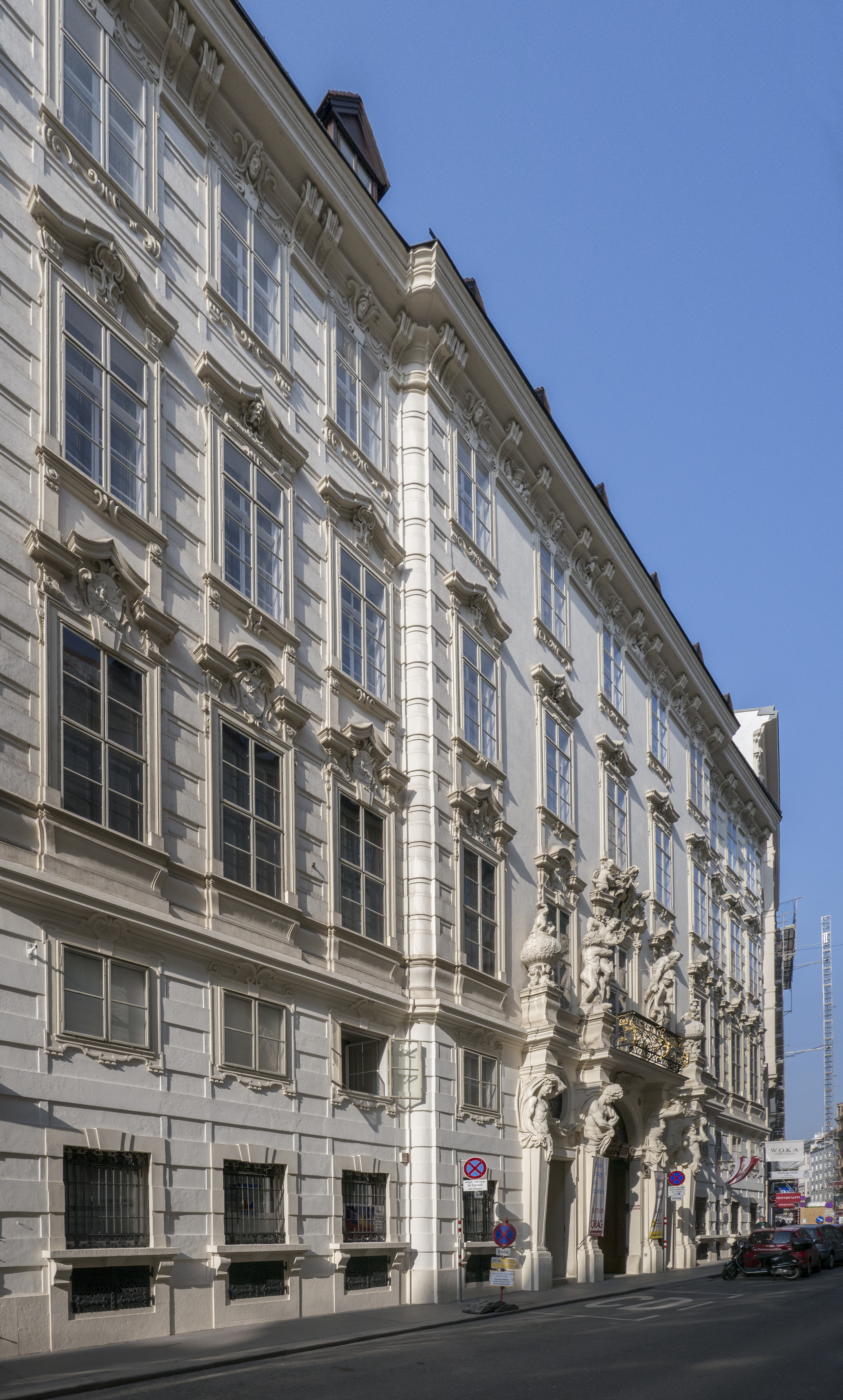
Palais Neupauer-Breuner von der Singerstraße aus gesehen

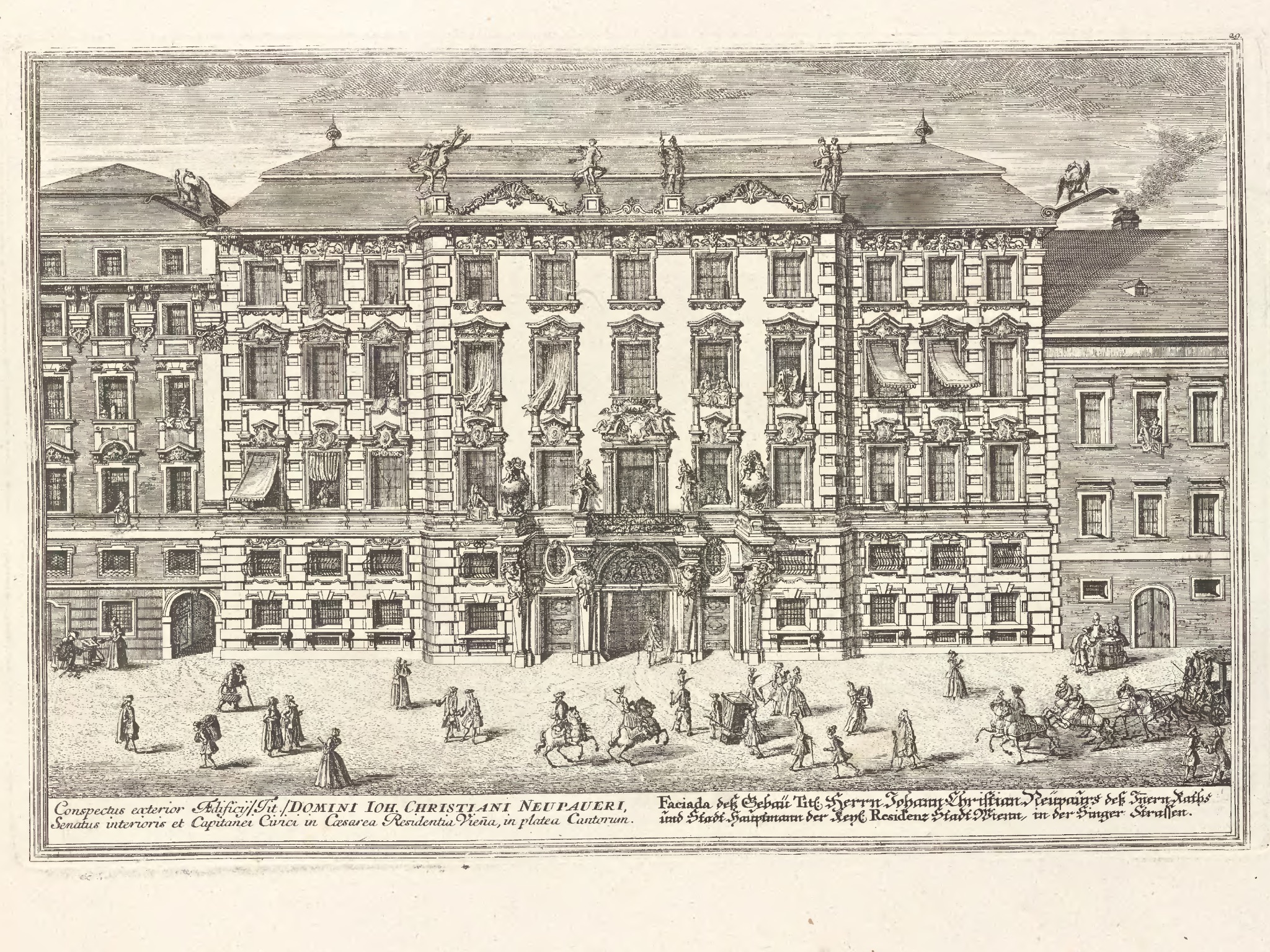
Das Palais um 1725, Stich von Salomon Kleiner

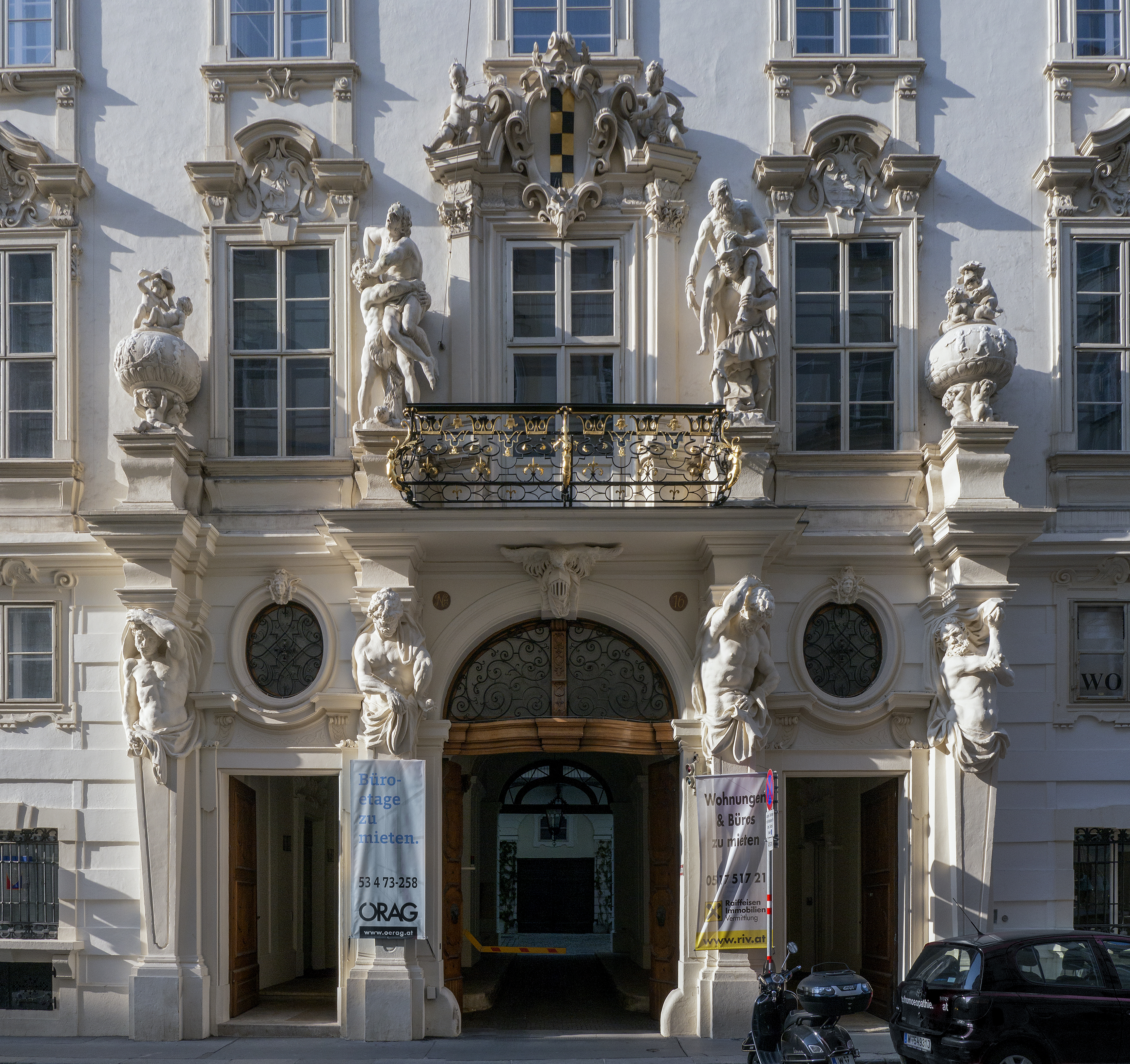
Portal mit Wappen

Das Palais Neupauer-Breuner befindet sich an der Singerstraße 16 im 1. Wiener Gemeindebezirk Innere Stadt.

## Geschichte
Das Palais wurde 1715/16 von einem unbekannten Baumeister errichtet. Es beherbergt heute mehrere Unternehmen und befindet sich im Besitz der Familie Metternich.